# Marvel: Ultimate Alliance
Marvel: Ultimate Alliance – gra Action RPG. Została wydana na wiele platform przez firmę Activision-Blizzard. W grze istnieje możliwość wcielenia się w jedną spośród 20 postaci z amerykańskich komiksów Marvela. Każda z nich jest zróżnicowana oraz posiada inne ciosy. Zadaniem gracza jest pokrzyżowanie planów złemu doktorowi Doomowi pragnącemu zawładnąć Ziemią.

## Fabuła gry
Doktor Doom, stworzywszy organizacje superłotrów o nazwie Masters of Evil, napada na siedzibę agencji rządowej SHIELD. Agencja SHIELD ulega pod silnym naporem bandytów. Jedna z członków SHIELD wzywa bohaterów Marvela do walki ze złem, rozpoczynając przygodę bohaterów.